# Добрила Смиљанић
Добрила Смиљанић (рођена Васиљевић; Радобуђа, 5. септембар 1935) српска је текстилна радница најпознатија по Сирогојно џемперима.

## Биографија
Смиљанић је рођена у Радобуђи код Ариља, 5. септембра 1935. године. Основну школу је завршила у Ариљу, средњу у Ужицу и Вишу економску у Београду. Радни ангажман је почела у фирми „Моравица” у Ариљу (1951 — 1958) а наставила у Комуналној банци Београд. Смиљанићева је 1960-их водила пројекат претварања старе воденице на Рзаву у ресторан данас познат као Млинарев сан. Заједно са још пар људи организовала је изложбу увеличаних фотографија ариљске цркве у Безистану на Теразијама. Новембра 1962 долази на Златибор, ту среће школског друга Бора Крејовића иначе лекара који је позива да са њим крене (и успут обиђе породицу Смиљанић) на изложбу женске радиности у Сирогојну. На позив проте Смиљанића и других угледника одмах се укључује у организацију женске радиности, претвара Велику салу Земљорадничке задруге у амбијент старе српске куће са преко 2000 ручних радова жена из Сирогојна и околине. По моделу Рајке Боројевић која је организовала ткачку задругу жена Драгачевских села, Добрила долази на идеју да организује плетиље са Златибора у задругу Златиборка. Оно по чему је читава задруга значајна је чињеница да је радно ангажовала жене а без да се нарушавао патријархат. Сирогојно џемпери су настајали тако што би Смиљанићева најпре нацртала мотив на папиру. Мотиве је бирала стилизовањем елемената панораме златиборских предела. Након тога би се на машини сашио џемпер у пуној величини а мотиви на њему били извезени. Такав џемпер би се делио групама жена (жене из истог засеока) као мустра (узорак). Смиљанићева мења репроматеријал односно уместо оштре златиборске вуне почиње се користити меканија увозна вуна из Исланда и Аустралије. Промена вуне омогућила је проширење производног асортимана на прслуке јакне и капуте. Да би се схватио значај и обим Добрилиног подухвата треба знати чињеницу да су 1970-их и 1980-их година каталоге њених колекција радили Вог и Прада.